# District historique des Clayton Public Schools
Le district historique des Clayton Public Schools – ou Clayton Public Schools Historic District en anglais – est un district historique américain à Clayton, dans le comté d'Union, au Nouveau-Mexique. Inscrit au New Mexico State Register of Cultural Properties depuis le 26 janvier 1996, il l'est au Registre national des lieux historiques depuis le 15 mars 1996. Il comprend des bâtiments scolaires dans le style Pueblo Revival.